# Wielkook
Wielkook (Chiroderma) – rodzaj ssaków z podrodziny owocnikowców (Stenodermatinae) w obrębie rodziny liścionosowatych (Phyllostomidae).

## Rozmieszczenie geograficzne
Rodzaj obejmuje gatunki występujące w Ameryce Środkowej i Południowej.

## Morfologia
Długość ciała 50–89 mm, długość ucha 11–21,5 mm, długość tylnej stopy 8–17 mm, długość przedramienia 34,9–58,4 mm; masa ciała 11–45 g.

## Systematyka
Rodzaj zdefiniował w 1860 roku niemiecki zoolog Wilhelm Peters w artykule zatytułowanym Nowy rodzaj nietoperzy, Chiroderma villosum, z Brazylii, opublikowanym w czasopiśmie „Monatsberichte der Königlichen Preussische Akademie des Wissenschaften zu Berlin”. Gatunkiem typowym jest (oznaczenie monotypowe) wielkook owłosiony (Ch. villosum).

### Etymologia
- Chiroderma (Chirodesma): gr. χειρ kheir, χειρος kheiros ‘ręka’; δερμα derma, δερματος dermatos ‘skóra’[9].
- Mimetops: gr. μιμητης mimētēs ‘imitator, mimik’, od μιμεομαι mimeomai ‘imitować’, od μιμος mimos ‘mimik, aktor’; ωψ ōps, ωπος ōpos ‘wygląd’[10]. Gatunek typowy: Gray wymienił dwa gatunki – Chiroderma villosum W.C.H. Peters, 1860 i Chiroderma pictum J.E. Gray, 1866 – nie wyznaczając gatunku typowego.

### Podział systematyczny
Do rodzaju należą następujące gatunki:
| Grafika | Gatunek               | Autor i rok opisu           | Nazwa zwyczajowa     | Podgatunki         | Rozmieszczenie geograficzne | Podstawowe wymiary                                       | Status IUCN |
| ------- | --------------------- | --------------------------- | -------------------- | ------------------ | --- | -------------------------------------------------------- | ----------- |
|         | Chiroderma trinitatum | G.G. Goodwin, 1958          | wielkook mały        | gatunek monotypowy | wschodnia Kolumbia, Wenezuela, Trynidad i Tobago (Trynidad), region Gujana, amazońska Brazylia, wschodni Ekwador, wschodnie Peru i Boliwia; zakres wysokości: 0–1000 m n.p.m.                                                                         | DC: 5–7 cm DO: bezogonowy DP: 3,4–4,3 cm MC: 11–22 g     | LC          |
|         | Chiroderma doriae     | O. Thomas, 1891             | wielkook brazylijski | gatunek monotypowy | środkowa, wschodnia i południowa Brazylia (od Piauí, Ceará i Rio Grande do Norte na południe do Santa Catarina) oraz wschodni Paragwaj (San Pedro i Cordillera); zakres wysokości: 0–1200 m n.p.m.                                                    | DC: 6,9–8 cm DO: bezogonowy DP: 4,5–5,5 cm MC: 20–45 g   | LC          |
|         | Chiroderma gorgasi    | Handley, 1960               |                      | gatunek monotypowy | Kostaryka, Panama, zachodnia Kolumbia i północno-zachodni Ekwador; zakres wysokości: 0–1000 m n.p.m. | DC: 5,3–6,5 cm DO: bezogonowy DP: 3,7–3,9 cm MC: 12–19 g | NE          |
|         | Chiroderma salvini    | Dobson, 1878                | wielkook białopręgi  | gatunek monotypowy | od wschodniego i południowego Meksyku (na południe od Veracruz) do północnej i zachodniej Wenezueli, zachodniej i północnej Kolumbii, zachodniego Ekwadoru, wschodniego Peru (pogórza Andów) i zachodniej Boliwii; zakres wysokości: 75–2240 m n.p.m. | DC: 6,6–8,9 cm DO: bezogonowy DP: 4,5–5,3 cm MC: 24–34 g | LC          |
|         | Chiroderma scopaeum   | Handley, 1966               |                      | gatunek monotypowy | endemit Meksyku: na zachód od przesmyku Tehuantepec (od Chihuahua i Sinaloa na wschód do Veracruz, na południe do Oaxaca); zakres wysokości: 0–1720 m n.p.m.                                                                                          | DC: 6,1–8 cm DO: bezogonowy DP: 4,3–4,7 cm MC: 19–28 g   | NE          |
|         | Chiroderma improvisum | R.J. Baker & Genoways, 1976 | wielkook antylski    | gatunek monotypowy | Małe Antyle (Saint Kitts i Nevis, Montserrat i Gwadelupa): ; zakres wysokości: 0–355 m n.p.m. | DC: 8,5–8,7 cm DO: bezogonowy DP: 5,7–5,8 cm MC: 34–35 g | EN          |
|         | Chiroderma villosum   | W.C.H. Peters, 1860         | wielkook owłosiony   | 2 podgatunki       | południowy Meksyk (na południe od Hidalgo i Veracruz) do na zachód od Andów (na południe do Peru) i na wschód id Andów do północnej Boliwii i Brazylii (na południowy wschód do Parany); zakres wysokości: do 950 m n.p.m.                            | DC: 5,8–7,9 cm DO: bezogonowy DP: 4,1–5,1 cm MC: 17–30 g | LC          |

Kategorie IUCN:  LC  – gatunek najmniejszej troski,  EN  – gatunek zagrożony;  NE  – gatunki niepoddane jeszcze ocenie.